# Daucus carota subsp. maximus
Grande carotte, Carotte de Mauritanie, Carotte géante
Sous-espèce
Daucus carota subsp. maximus, la Grande carotte, Carotte de Mauritanie ou Carotte géante, est une sous-espèce méditerranéenne de Daucus carota, espèce de plantes à fleurs de la famille des Apiaceae et du genre Daucus.
Selon Albert Thellung (1927), la Carotte cultivée (Daucus carota subsp. sativus) est issue du croisement entre les sous-espèces carota et maximus. Deux caractères ne sont pas intermédiaires entre ceux des parents supposés, à savoir la racine charnue et les petites fleurs. Cependant, selon Thellung, « un fort développement des organes souterrains et une réduction de le fertilité sexuelle sont souvent des caractères secondaires et accessoires des hybrides ».

## Taxonomie
La plante est décrite en premier par le Français René Desfontaines en 1798, qui la considère comme une espèce à part entière, sous le basionyme Daucus maximus. En 1878, l'Irlandais John Ball la reclasse comme une sous-espèce de Daucus carota, sous le nom correct Daucus carota subsp. maximus,.

### Synonymes
Daucus carota subsp. maximus a pour synonymes :
- Caucalis carnosa Roth, 1788[1]
- Caucalis hispanica Crantz[3]
- Daucus carnosus Moench, 1794[1],[3]
- Daucus carota var. herculeus (Pau) Maire[3]
- Daucus carota var. mauritanicus (L.) Spreng.[3]
- Daucus carota var. maximus (Desf.) Caruel, 1889[1]
- Daucus carota var. serotinus (Pomel) Batt.[3]
- Daucus carota var. serratus (Moris) Lange[3]
- Daucus carota var. tenuiflorus Alleiz.[3]
- Daucus communis proles lopadusanus (Tineo) Rouy & E.G.Camus, 1901[1]
- Daucus communis subsp. mauritanicus (L.) Rouy & E.G.Camus, 1901[1]
- Daucus communis subsp. maximus (Desf.) Rouy & E.G.Camus, 1901[1]
- Daucus carota subsp. parviflorus (Desf.) Thell.[3]
- Daucus gingidium subsp. mauritanicus (L.) Onno[3]
- Daucus herculeus Pau[3]
- Daucus lopadusanus Tineo, 1817[1]
- Daucus mauritanicus L.[3]
- Daucus maximus Desf., 1798[1],[3]
- Daucus parviflorus Desf.[3]
- Daucus serotinus Pomel[3]

### Variétés
Deux variétés appartiennent à la sous-espèce maximus selon l'INPN (28 mars 2021) :
- Daucus carota var. mauritanicus (L.) Spreng., 1820
- Daucus carota var. maximus (Desf.) Ball, 1878

### Noms vulgaires et vernaculaires
Cette sous-espèce se nomme en français « Grande carotte »,, « Carotte de Mauritanie » ou « Carotte géante ». Dans d'autres langues :
- En catalan pastanaga d'ase, pastanega, safanòria ;
- En croate markva pitoma ;
- En anglais giant carrot ;
- En allemand Riesenmöhre ;
- En hébreu גֶּזֶר קִפֵּחַ (gezer kippeach) ;
- En portugais cenoura-brava, cenoura-brava-grande, chapéu-de-sol, erva-salsa ;
- En espagnol carrota, zanahoria silvestre.

## Description

### Appareil végétatif
C'est une plante annuelle, ou bisannuelle, dépassant souvent un mètre, à rameaux étalés et dressés. Sa racine est comme celle de la Carotte sauvage. Ses feuilles sont nettement triangulaires ; les lobes des feuilles inférieures sont rhomboïdaux-ovés, c'est-à-dire plus ou moins profondément incisés à lanières contiguës ; ceux des feuilles supérieures sont beaucoup plus étroits, mais dilatés au milieu, se rapprochant également d'une forme rhomboïdale, finement acuminés ainsi que leurs lanières et longuement, d'environ un millimètre, aristés-mucronés.

### Appareil reproducteur

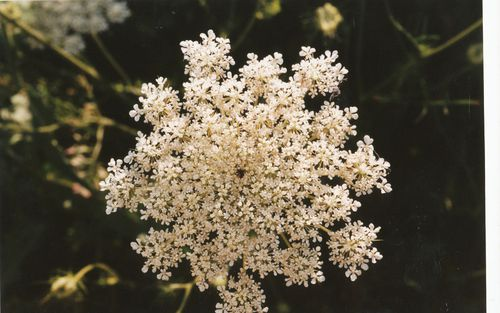
Fleurs.
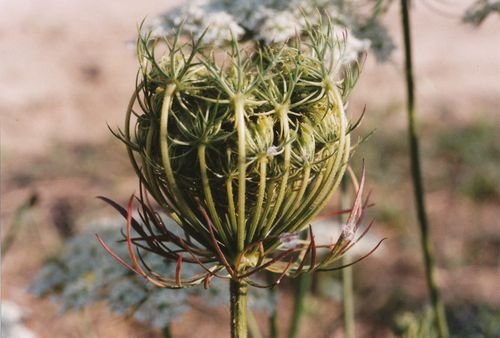
Ombelle recroquevillée.
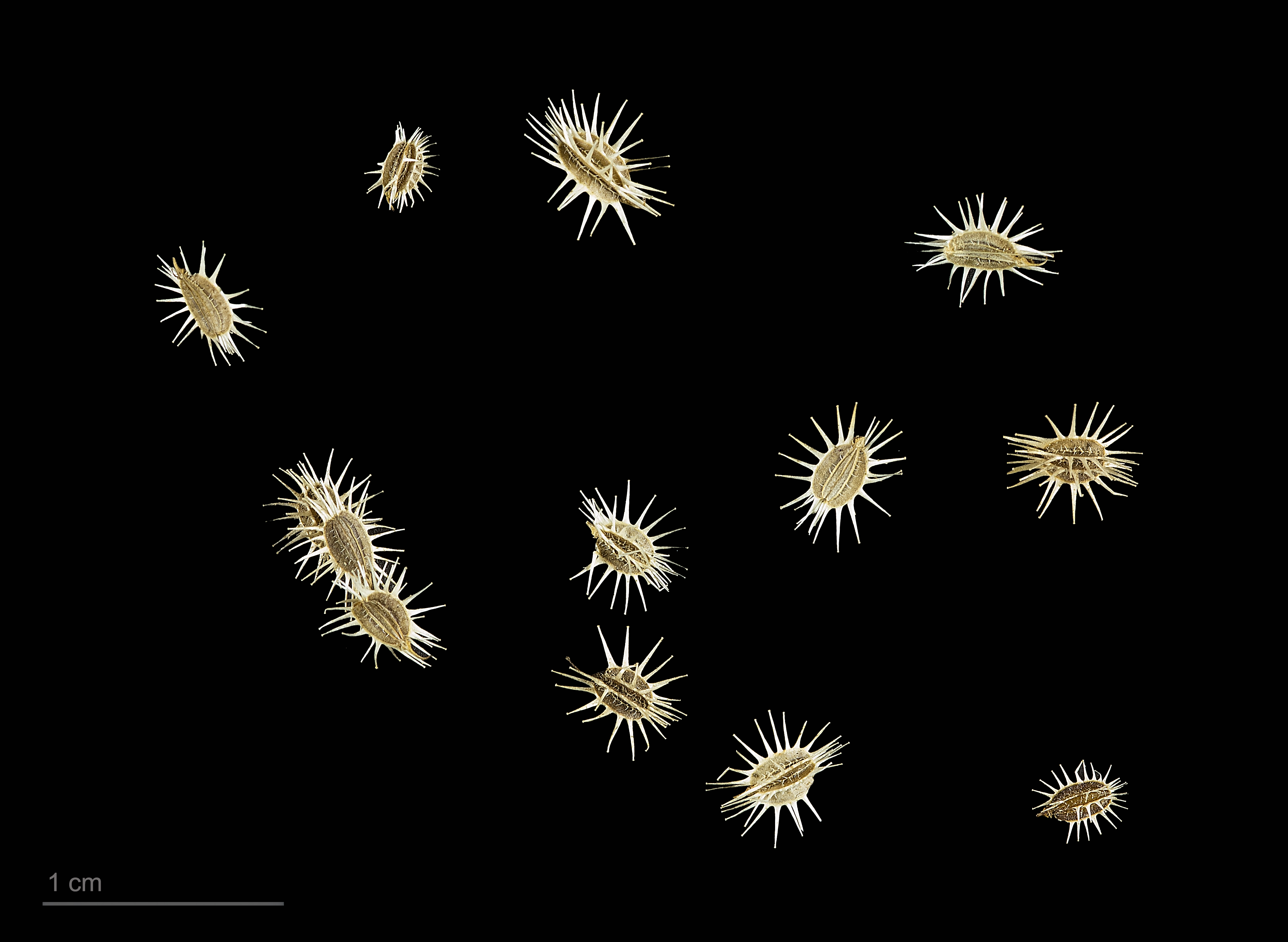
Fruits.

Les ombelles sont très grandes, le pédoncule est fortement élargi au sommet. Les glochides sont par trois au plus par aiguillon. Les fleurs sont blanches, les extérieurs rayonnantes, la centrale purpurine ; les périphériques sont ordinairement très grandes. Le réceptacle est dilaté ; l'involucelle est à folioles ou lobes des folioles linéaires-acuminés, dépassant les ombellules. Le fruit est petit, ellipsoïde, à aiguillons élargis à la base, non confluents, dépassant sa largeur.

## Habitat et écologie
Cette plante pousse dans les champs et coteaux arides de la région méditerranéenne. Elle est caractéristique des communautés méditerranéennes annuelles des sols superficiels, et indicatrice des fourrés halo-nitrophiles du littoral de la Corse et de la Provence.